# Дофинг (Тексас)
Дофинг (енгл. Doffing) насељено је место без административног статуса у америчкој савезној држави Тексас.

## Демографија
По попису из 2010. године број становника је 5.091, што је 835 (19,6%) становника више него 2000. године.
| Група             | 2000.         | 2010.         |
| Белци             | 34 (0,8%)     | 172 (3,4%)    |
| Афроамериканци    | 1 (0,0%)      | 7 (0,1%)      |
| Азијати           | 0 (0,0%)      | 2 (0,0%)      |
| Хиспаноамериканци | 4.222 (99,2%) | 4.907 (96,4%) |
| Укупно            | 4.256         | 5.091         |